# Диалекты фриульского языка
Диале́кты фриу́льского языка́ (фриул. variants dal furlan, итал. varianti del friulano, dialetti del friulano) — территориальные разновидности фриульского языка. Выделяют три основных диалектных региона: карнийский, западнофриульский и центрально-восточный фриульский.
Для фриульских диалектов характерны различия на всех уровнях языка, прежде всего в фонетике и морфологии, существенны также и лексические различия.
В формировании языковой нормы и литературно-языковых процессах важнейшую роль играют диалекты центрально-восточного ареала (прежде всего, диалект города Удине).

## Общие сведения
Среди фриульских диалектов наиболее распространёнными по числу носителей являются центрально-восточные диалекты. Койне города Удине, сложившееся в центрально-восточном ареале — ведущая языковая форма, на основе которой идёт процесс формирования единого литературного языка фриулов. Койне Удине (центральное койне) используется на территории Фриули в средствах массовой информации и школьном обучении. Литературное творчество отмечается не только на престижных центральном и горицианском койне, но и на вариантах фриульского языка других регионов. Западнофриульские диалекты являются наиболее инновационными и наиболее подверженными влиянию венетского языка. Карнийские диалекты наиболее архаичны, они отличаются относительной устойчивостью и менее подвержены вытеснению итальянским литературным языком, фриульской региональной разновидностью итальянского языка и венетским языком
Диалекты и отдельные говоры фриульского языка могут иметь довольно существенные различия, но в большинстве случаев эти различия не затрудняют взаимопонимаемость между носителями диалектов из разных регионов. Для современной языковой ситуации Фриули характерны процессы сближения диалектов, их наиболее специфические черты в речи среднего и молодого поколения фриулов, как правило, утрачиваются.
Ареал центрально-восточных фриульских диалектов размещается к югу от Карнийских и Юлийских Альп и к востоку от среднего и нижнего течения реки Тальяменто в центральных и юго-восточных частях территории Фриули. Западнофриульский ареал занимает западную часть территории Фриули к югу от Карнийских Альп и к западу от среднего и нижнего течения реки Тальяменто. Ареал карнийских диалектов размещается горных районах Карнийских Альп. Область распространения западнофриульских диалектов находится в пределах провинции Порденоне, область распространения центрально-восточных и карнийских диалектов — в провинции Удине области Фриули — Венеция-Джулия. Кроме того, часть ареала западнофриульских диалектов размещена в ряде районов провинции Венеция области Венеция, а часть центрально-восточных диалектов занимает территорию провинции Гориция области Фриули — Венеция-Джулия.
Языковая ситуация во Фриули характеризуется различными видами двуязычия, прежде всего, фриульско-итальянским и фриульско-венетским. Венецианский диалект венетского языка в так называемой колониальной разновидности распространён среди жителей крупных населённых пунктов Фриули. Кроме того, венетский язык распространён также в западных, южных и юго-восточных периферийных районах Фриули, для населения которых характерны переключение кодов и интерференция фриульских говоров с говорами венетского языка.

## Классификация
Согласно классификациям Дж. Франческато и Дж. Фрау, в ареале фриульского языка выделяют следующие диалекты и говоры:
- карнийские диалекты:
  - общий карнийский:
    - общие карнийские говоры;
    - говоры Тольмеццо;
    - говоры долины Кьярсо[фриул.];
    - говоры долины реки Феллы[итал.];

  - гортанский, или северо-западный карнийский;
    - нижнегортанские говоры;
    - верхнегортанские говоры;

  - форнезский, или юго-западный карнийский;
- западнофриульские диалекты:
  - общий западнофриульский:
    - общие западнофриульские говоры;
    - говоры верхней части долины Вальчеллина[итал.];

  - диалект области к северо-западу от реки Тальяменто в её нижнем течении;
  - азино — диалект долины Валь-д’Арцино[итал.];
  - трамонтино — диалект долины Валь-Трамонтина[итал.];
  - эртано — говор селения Эрто[~ 1];
  - переходные фриульско-венетские говоры;
- центрально-восточные фриульские диалекты:
  - центральнофриульский:
    - общие центральнофриульские говоры;
    - говоры среднего течения реки Тальяменто;
    - восточно-предальпийские говоры;
    - говоры коллинаре чентрале;
    - говоры города Удине и его окрестностей;
    - говоры города Чивидали и его окрестностей;
    - центрально-южные говоры;

  - горицианский;
  - юго-восточный — в нижнем течении реки Тальяменто.

До XIX века говоры фриульского типа были распространены в городах Триест и Муджа и в их окрестностях — тергестино и мульизано. Данные говоры были вытеснены колониальными диалектами венетского языка: говор тергестино — в начале XIX века, говор мульизано — во второй половине XIX века. Кроме того, в прошлом к фриульскому ареалу относились италороманские говоры Истрии.
Существуют и другие варианты диалектного членения фриульского языка.
При самом общем делении фриульского языкового ареала выделяют две диалектные группы: западную и центрально-восточную, распространённые соответственно к западу и востоку от среднего и нижнего течения реки Тальяменто. В этом случае говоры Карнии включаются в центрально-восточный диалектный ареал.

## Диалектные различия
Дифференциация фриульских диалектов основывается на таких фонетических признаках, как:
- различия в рефлексах латинских CA, GA, -S и сочетаний согласных с L;
- дифтонгизация (и в некоторых случаях — последующая повторная монофтонгизация) гласных ẹ, ę, ọ, ǫ под ударением;
- различия в качестве конечной опорной гласной (-e или -i) и в континуантах конечной -A.

Среди морфологических явлений, характеризующих фриульские диалекты, выделяют:
- различия в формах определённого артикля;
- различия во флексиях существительных женского рода в форме множественного числа: -as, -es, -is, -e, -i;
- различия в окончаниях глаголов настоящего времени в формах 1-го лица единственного числа (-o, -i) иb 1-го лица множественного числа (-in, -ẹn, -án, -ǫ́n).

Среди лексических различий отмечается, в частности, распространение таких форм глагола со значением «идти», как la: (в центрально-восточных фриульских диалектах) и zi:, ği: (в западнофриульских диалектах).